# Hylasia clio
Hylasia clio är en fjärilsart som beskrevs av Jacob Hübner 1819. Hylasia clio ingår i släktet Hylasia och familjen mätare. Inga underarter finns listade i Catalogue of Life.